# Kristoffer Peterson
Kristoffer Peterson (Göteborg, Suecia, 28 de noviembre de 1994) es un futbolista sueco que juega de centrocampista en el Fortuna Sittard de la Eredivisie.

## Selección nacional
Ha sido internacional con la selección de Suecia en una ocasión.

## Clubes
| Club                           | País         | Año       |
| ------------------------------ | ------------ | --------- |
| Liverpool F. C.                | Inglaterra   | 2012-2014 |
| Tranmere Rovers F. C. (cedido) | Inglaterra   | 2013      |
| F. C. Utrecht                  | Países Bajos | 2014-2017 |
| Roda JC (cedido)               | Países Bajos | 2016      |
| Heracles Almelo                | Países Bajos | 2017-2019 |
| Swansea City A. F. C.          | Gales        | 2019-2020 |
| F. C. Utrecht (cedido)         | Países Bajos | 2020      |
| Fortuna Düsseldorf             | Alemania     | 2020-2023 |
| Hapoel Be'er Sheva             | Israel       | 2023      |
| Fortuna Sittard                | Países Bajos | 2024-     |